# ФК Унион Берлин
Фудбалски клуб Унион Берлин немачки је фудбалски клуб из Берлина, основан 1966. године. Домаће утакмице игра на стадиону Кућа старог шумара, капацитета 22.012 места. Унион је 2019. године у доигравању за Бундеслигу савладао Штутгарт и први пут се у својој историји пласирао у највиши ранг такмичења, Бундеслигу.

## Историја
Током ере Хладног рата, с обзиром да се Унион налазио у совјетском сектору Источног Берлина, играо је у фудбалском систему Источне Немачке. Од 1966. до 1990. одиграо је укупно 16 сезона у Првој лиги Источне Немачке, а најбољи резултат је пето место у сезони 1970/71. Освојио је један трофеј Купа Источне Немачке 1968, док је 1986. био финалиста. Након уједињена Немачке 1990. клуб је упао у финансијске проблеме па је до 2009. највише времена провео у трећем рангу, са повременим излетима у Другу Бундеслигу током 2000-их. Од 2010. постао је стандардан члан Друге Бундеслиге, све до првог пласмана у Бундеслигу 2019. године.
Клуб је дебитовао у групној фази Уефиних такмичења, када су се пласирали у премијерно издање Лиге конференције у сезони 2021/22.

## Успеси
- Друга лига Источне Немачке - Север (2. ранг)
  - Прваци: 1966, 1970.
- Друга лига Источне Немачке - Б (2. ранг)
  - Прваци: 1974, 1975, 1976, 1981, 1982.
- Друга лига Источне Немачке - А (2. ранг)
  - Прваци: 1985, 1991
  - Другопласирани: 1990
- Трећа лига Немачке (3. ранг)
  - Прваци: 2008/09.
- Куп Немачке
  - Финалисти: 2000/01.
- Куп Источне Немачке:
  - Освајачи: 1968.
  - Финалисти: 1986.

## Унион Берлин у европским такмичењима
| Сезона   | Такмичење         | Коло               | Противник         | Домаћин | Гост | Резултат |
| -------- | ----------------- | ------------------ | ----------------- | ------- | ---- | -------- |
| 2001/02. | Куп УЕФА          | Прво коло          | Хака              | 3:0     | 1:1  | 4:1      |
| 2001/02. | Куп УЕФА          | Друго коло         | Литекс            | 0:2     | 0:0  | 0:2      |
| 2021/22. | Лига конференције |                    |                   |         |      |          |
| 2021/22. | Лига конференције | Плеј оф            | Купс Куопио       | 0:0     | 0:4  | 4:0      |
| 2021/22. | Лига конференције | Група Е            | Славија Праг      | 1:1     | 1:3  |          |
| 2021/22. | Лига конференције | Група Е            | Фајенорд Ротердам | 1:2     | 3:1  |          |
| 2021/22. | Лига конференције | Група Е            | Макаби Хаифа      | 3:0     | 0:1  |          |
| 2022/23  | Лига Европе       | Група Д            | Унион Сен Жил     | 0:1     | 0:1  |          |
| 2022/23  | Лига Европе       | Група Д            | Брага             | 1:0     | 1:0  |          |
| 2022/23  | Лига Европе       | Група Д            | Малме             | 1:0     | 0:1  |          |
| 2022/23  | Лига Европе       | Шеснаестина финала | Ајакс             | 3:1     | 0:0  | 3:1      |
| 2022/23  | Лига Европе       | Осмина финала      | Унион Сен Жил     | 3:3     | 3:0  | 3:6      |
| 2023/24  | Лига шампиона     | Група              |                   |         |      |          |
| 2023/24  | Лига шампиона     | Група              |                   |         |      |          |
| 2023/24  | Лига шампиона     | Група              |                   |         |      |          |